# Lemps
|  | Per a altres significats, vegeu «Lemps (Droma)». |

Lemps és un municipi francès al departament de l'Ardecha i a la regió d'Alvèrnia-Roine-Alps. L'any 2007 tenia 740 habitants.

## Demografia

### Població
El 2007 la població de fet de Lemps era de 740 persones. Hi havia 260 famílies de les quals 54 eren unipersonals (50 homes vivint sols i 4 dones vivint soles), 66 parelles sense fills, 132 parelles amb fills i 8 famílies monoparentals amb fills.
La població ha evolucionat segons el següent gràfic:

### Habitatges
El 2007 hi havia 295 habitatges, 267 eren l'habitatge principal de la família, 20 eren segones residències i 8 estaven desocupats. 280 eren cases i 14 eren apartaments. Dels 267 habitatges principals, 217 estaven ocupats pels seus propietaris, 40 estaven llogats i ocupats pels llogaters i 9 estaven cedits a títol gratuït; 5 tenien dues cambres, 29 en tenien tres, 95 en tenien quatre i 138 en tenien cinc o més. 211 habitatges disposaven pel capbaix d'una plaça de pàrquing. A 81 habitatges hi havia un automòbil i a 171 n'hi havia dos o més.

### Piràmide de població
La piràmide de població per edats i sexe el 2009 era:
| Homes | Edats   | Dones |
| ----- | ------- | ----- |
| 0     | 95 o +  | 0     |
| 0     | 90 a 94 | 0     |
| 8     | 85 a 89 | 0     |
| 4     | 80 a 84 | 8     |
| 0     | 75 a 79 | 4     |
| 4     | 70 a 74 | 20    |
| 8     | 65 a 69 | 4     |
| 12    | 60 a 64 | 12    |
| 16    | 55 a 59 | 12    |
| 16    | 50 a 54 | 24    |
| 20    | 45 a 49 | 20    |
| 32    | 40 a 44 | 24    |
| 16    | 35 a 39 | 20    |
| 28    | 30 a 34 | 28    |
| 16    | 25 a 29 | 20    |
| 24    | 20 a 24 | 4     |
| 36    | 15 a 19 | 12    |
| 16    | 10 a 14 | 24    |
| 16    | 5 a 9   | 20    |
| 20    | 0 a 4   | 16    |

## Economia
El 2007 la població en edat de treballar era de 495 persones, 380 eren actives i 115 eren inactives. De les 380 persones actives 340 estaven ocupades (190 homes i 150 dones) i 39 estaven aturades (14 homes i 25 dones). De les 115 persones inactives 36 estaven jubilades, 43 estaven estudiant i 36 estaven classificades com a «altres inactius».

### Ingressos
El 2009 a Lemps hi havia 280 unitats fiscals que integraven 777,5 persones, la mediana anual d'ingressos fiscals per persona era de 17.123 €.

### Activitats econòmiques
Dels 19 establiments que hi havia el 2007, 1 era d'una empresa de fabricació d'elements pel transport, 1 d'una empresa de fabricació d'altres productes industrials, 7 d'empreses de construcció, 2 d'empreses de comerç i reparació d'automòbils, 1 d'una empresa de transport, 2 d'empreses d'hostatgeria i restauració, 4 d'empreses de serveis i 1 d'una empresa classificada com a «altres activitats de serveis».
Dels 8 establiments de servei als particulars que hi havia el 2009, 2 eren paletes, 3 guixaires pintors, 1 fusteria, 1 restaurant i 1 saló de bellesa.
L'any 2000 a Lemps hi havia 27 explotacions agrícoles que ocupaven un total de 195 hectàrees.

## Equipaments sanitaris i escolars
El 2009 hi havia una escola elemental integrada dins d'un grup escolar amb les comunes properes formant una escola dispersa.

## Poblacions properes
El següent diagrama mostra les poblacions més properes.